# Underwater sunlight
Underwater sunlight is het eerste studioalbum van Tangerine Dream met Paul Haslinger in de gelederen. Johannes Schmoelling was vertrokken en Franke en Froese werden door kennissen attent gemaakt op een 23-jarig talent aan het klavier. Zijn stijl was echter meer jazz/funk gericht en dat waren nou net stijlen, die TD niet speelde. Toch probeerden Franke en Froese Haslinger in te passen om zo voldoende manschappen te hebben voor de tournees in het Verenigd Koninkrijk en de Verenigde Staten. Haslinger echter, stond verbaasd van de apparatuur die TD in haar bezit had, een walhalla ging voor hem open. Na veel geduld van de kant van Franke en Froese en veel proberen bleek Haslinger dé kandidaat om Schmoelling op te volgen. Haslinger bleef vier jaar bij TD.
Haslinger vond achteraf dat hij maar weinig invloed kon uitoefenen op de muziek van TD. Toch klinkt dit album heel anders dan bijvoorbeeld Le Parc. De ratelende en rollende ritmen zijn verdwenen, de muziek klinkt stukken helderder. Dat had uiteraard ook deels te maken met de verbeteringen in de apparatuur. Underwater sunlight is opgenomen in de eigen Dream Studio in Berlijn. Op dit album is de rol van het gitaarspel van Froese groter dan op vorige albums. Tevens zijn de ontwikkelingen van elektronisch slagwerk en percussie hier goed te horen.

## Musici
- Christopher Franke, Edgar Froese, Paul Haslinger – toetsinstrumenten, elektronica; Edgar ook gitaar.

## Muziek
Op sommige versies van het album zijn de eerste twee stukken als twee tracks opgenomen; de muziek is van Franke en Froese

| Nr. | Titel                                                     | Duur       |
| --- | --------------------------------------------------------- | ---------- |
| 1.  | Song of the whale (Part one: From dawn/Part two: to dusk) | 8:21 10:53 |
| 2.  | Dolphin dance                                             | 5:05       |
| 3.  | Ride on the ray                                           | 5:32       |
| 4.  | Scuba scuba                                               | 4:24       |
| 5.  | Underwater sunlight                                       | 5:51       |

Underwater sunlight haalde in de week volgend op 26 juli 1986 de 97e plaats in de Britse albumlijst, daarna verdween ze weer. De van dit album afkomstige single Dolphin dance haalde nergens een notering.